# Спиналонга
Спиналонга (на гръцки: Σπιναλόγκα), наричан също и Калидон (на гръцки: Καλυδών), е остров в залива на град Елунда в североизточната част на Крит. Намира се близо до полуостров Спиналонга в ном Ласити.
По време на венецианското управление на Крит, на острова и в околността се добива сол. По-късно островът се използва и като лепрозорий. Спиналонга е изобразяван в книги и филми.

## История
Венецианският картограф Винченцо Коронели докладва, че Спиналонга не винаги е бил остров, а някога е бил свързан със съседния полуостров Спиналонга. Той споменава, че през 1526 г. венецианците премахват част от полуострова, създавайки острова. Поради местоположението си, островът е фортифициран още от самото начало, за да може да защитава подхода към пристанището на древен Олус (днес град Елунда).
Олус, както и околностите, се обезлюдяват през 7 век, поради зачестилите нападения на арабските пирати в Средиземноморието. Олус остава изоставен до средата на 15 век, когато венецианците започват да строят солници в плитките и солени води на залива. Впоследствие районът започва да се развива икономически и бива заселен наново. Това, в комбинация с нарастващата османска заплаха, особено след падането на Константинопол през 1453 г., и честите пиратски нападения, кара венецианците да укрепят острова.
През 1578 г. венецианците започват да планират фортификациите на острова. Те построяват наблюдателница на най-високите части в северния и южния край на острова, както и укрепен пръстен по брега, който да предотврати всякакъв вражески опит за дебаркиране. През 1579 г. кандийският генерален надзирател Лука Микиел полага първия камък на укреплението. Съществуват два надписа, които засвидетелстват това събитие: един върху напречната греда на главния вход към крепостта и още един върху основата на крепостната стена в северната част на крепостта. През 1584 г. венецианците, осъзнавайки, че бреговата крепост е лесна за превземане от съседните хълмове, решават да подсилят защитата ѝ като построяват допълнителни съоръжения на върха на хълма. По този начин венецианските защитници биха имали по-голям обсег на стрелба, като така Спиналонга става трудно превземаема морска крепост, една от най-важните в Средиземноморието.
Спиналонга, заедно с Грамвуса и Суда, остава венецианско притежание дори след като останалите части от Крит падат под напора на османците в хода на Кандийската война (1645 – 1669) чак до 1715 г., когато пада по време на последната Османско-венецианска война. Тези три крепости защитават венецианските търговски пътища и са удобни бази по време на война. Много християни намират убежище в тях, бягайки от преследванията на османските турци.
През 1715 г. османските турци завладяват Спиналонга, последната останала венецианска крепост на Крит, завинаги елиминирайки военното присъствие на венецианците на острова Към края на османското владичество, островът, заедно с крепостта на Йерапетра, става убежище за много османски семейства, страхуващи се от християнски репресии. След Критското въстание от 1866 г., още османски семейства идва на острова. По време на Критското въстание от 1878 г., само Спиналонга и Йерапетра не са превзети от християнските бунтовници. Към 1881 г. останалите 1112 османци образуват своя общност, но към 1903 г. те вече са напуснали острова.
След това островът се използва като лепрозорий (място за карантина на хора, болни от проказа) от 1903 до 1957 г. Това е един от последните активни лепрозии в Европа. Последният жител на острова, свещеник, го напуска през 1962 г. Това се дължи на религиозната традиция на Гръцката православна църква за отбелязване на смъртта на човек 40 дни, 6 месеца, 1 година, 3 години и 5 години след смъртта.
Към Спиналонга има два входа, единият от които е прокаженият вход и представлява тунел. Наричан е „Портата на Данте“, тъй като пациентите не са знаели какво ще стане с тях, когато пристигнат. Веднъж на острова, обаче, те получавали храна, вода, медицинско внимание и социални осигуровки.

## Спиналонга днес
В днешно време необитаваният остров е популярна туристическа атракция на Крит. Освен с изоставените си лепрозорий и крепост, Спиналонга е известен и с малките си плажове и плитки води. Той е лесно достъпен от съседното село Плака или градовете Елунда и Агиос Николаос. От трите места ежедневно отплават туристически корабчета (на всеки 30 минути от Елунда). Обиколките на острова продължават не повече от няколко часа, тъй като на острова няма място за настаняване.